# اكتشاف مقبرة توت عنخ آمون

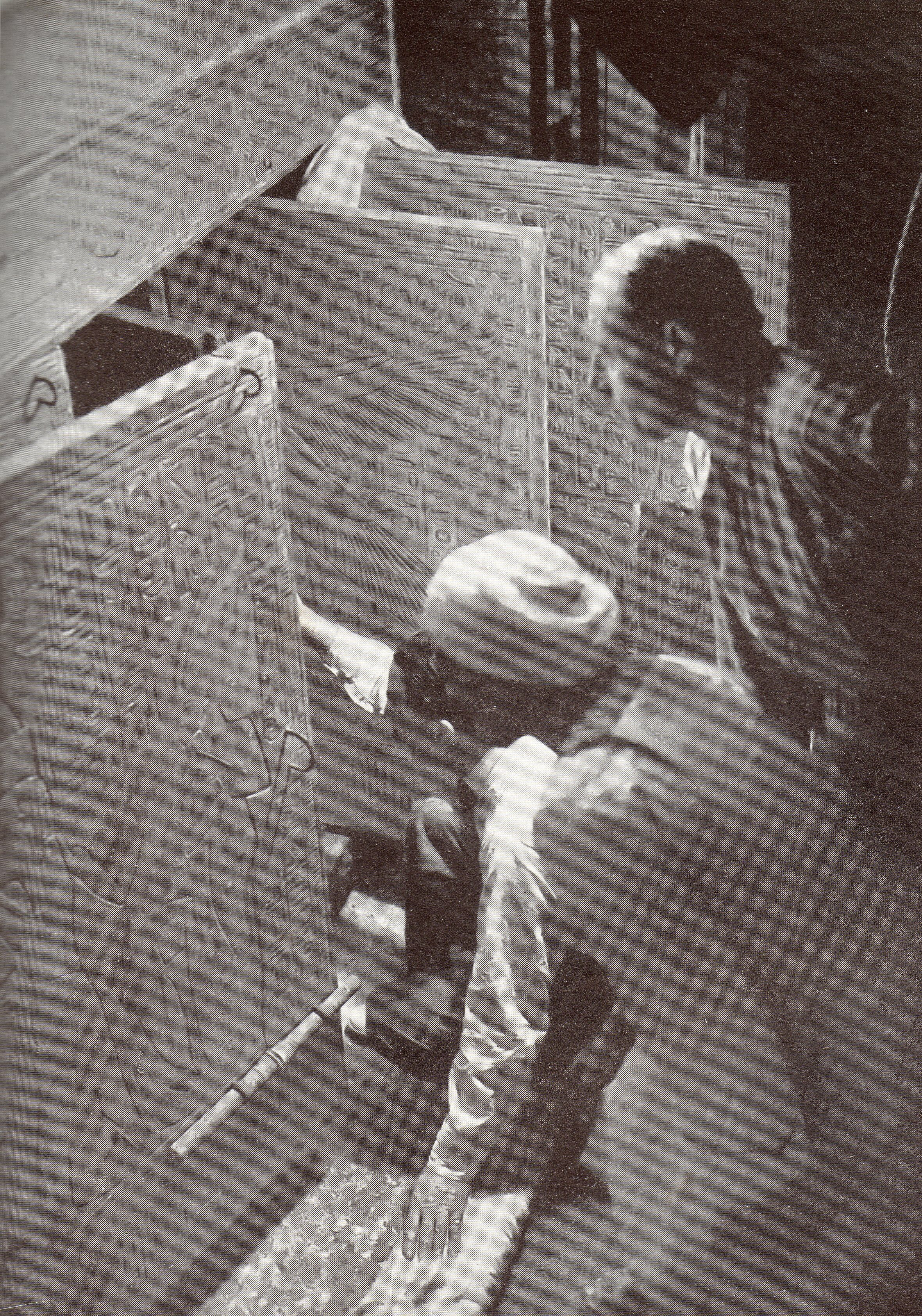
هوارد كارتر وآرثر كالندر وعامل مصري، ينظرون داخل الضريح المغلف لتابوت توت غنخ آمون في 1924.

اكتُشفت مقبرة توت عنخ آمون في وادي الملوك في عام 1922 من قبل علماء آثار بقيادة عالم المصريات هوارد كارتر، وذلك بعد أكثر من 3300 عام من وفاة ودفن توت عنخ آمون. في حين نهب لصوص القبور مقابر معظم الفراعنة في العصور القديمة، كانت مقبرة توت عنخ آمون مخفية بالأنقاض لمعظم فترة وجودها ولذا لم تتعرض للنهب بشكل مكثف. وبالتالي، أصبحت أول مقبرة ملكية سليمة ومعروفة بشكل كبير من مصر القديمة.
فُتحت المقبرة ابتداءً من 4 نوفمبر 1922 خلال تنقيب كارتر وراعيه، إيرل كارنارفون الخامس. تضمنت أكثر من خمسة آلاف قطعة، العديد منها كانت في حالة هشة للغاية، لذا تطلب حفظ الأغراض الجنائزية لإزالتها من المقبرة جهدًا غير مسبوق. ألهمت فخامة الأغراض الجنائزية هيجانًا إعلاميًا وحظيت التصاميم المستوحاة من مصر القديمة بشعبية بين الجمهور الغربي. بالنسبة للمصريين، الذين أصبحوا مؤخرًا مستقلين جزئيًا عن الحكم البريطاني، أصبحت المقبرة رمزًا للفخر الوطني، مما عزز الفراعونية، وهي إيديولوجية قومية تؤكد على الروابط بين مصر الحديثة والحضارة القديمة، وخلق التوتر بين المصريين وفريق التنقيب الذي يقوده البريطانيون. ازداد الترويج المحيط بالتنقيب عندما توفي كارنارفون نتيجة لعدوى، مما أدى إلى تكهنات بأن وفاته والمصائب الأخرى المرتبطة بالمقبرة كانت نتيجة لعنة قديمة.
بعد وفاة كارنارفون، ظهرت توترات بين كارتر والحكومة المصرية حول من يجب أن يتحكم في الوصول إلى المقبرة. في أوائل عام 1924، توقف كارتر عن العمل احتجاجًا، مما أدى إلى نزاع استمر حتى نهاية العام. بموجب الاتفاق الذي حل النزاع، لم تُقسم القطع الأثرية من المقبرة بين الحكومة ورعاة الحفريات، مثلما كان متبعًا في الحفريات المصرية السابقة، وانتقلت معظم محتويات المقبرة إلى المتحف المصري في القاهرة. في المواسم اللاحقة، تضاءل الاهتمام الإعلامي باستثناء التغطية الخاصة بإزالة مومياء توت عنخ آمون من تابوتها في عام 1925. حُفظت وشُحنت آخر الأغراض الجنائزية إلى القاهرة في عام 1932.
لم يكشف اكتشاف المقبرة عن الكثير من تاريخ فترة توت عنخ آمون مثلما أمل علماء المصريات في البداية، ولكنه أثبت مدة حكمه وقدم أدلة حول نهاية حقبة العمارنة التي سبقت حكمه. وكان الاكتشاف أكثر إفادة حول الثقافة المادية لفترة توت عنخ آمون، مما أظهر كيف كانت القبور الملكية الكاملة وقدم أدلة حول أنماط حياة المصريين الأثرياء وسلوك لصوص القبور القدماء. أثار الاهتمام الناتج عن الاكتشاف جهودًا لتدريب المصريين في علم المصريات. منذ الاكتشاف، استغلت الحكومة المصرية شهرة المقبرة الدائمة باستخدام معارض الأغراض الجنائزية لأغراض جمع التبرعات وأغراض دبلوماسية، وأصبح توت عنخ آمون رمزًا لمصر القديمة نفسها.»

## خلفية

### الدفن والسرقات القديمة
حكم الفرعون توت عنخ آمون خلال الأسرة الثامنة عشر، خلال عصر الدولة الحديثة. توفي حوالي عام 1323 قبل الميلاد ودُفن في وادي الملوك بالقرب من طيبة (الأقصر الحديثة)، مثل معظم حكام الدولة الحديثة. بدلًا من مقبرة ملكية كاملة الحجم محفورة في منحدرات الوادي، دفن في مقبرة صغيرة محفورة في أرضية الوادي، ربما كانت مقبرة خاصة عُدّلت لتتسع للكمية الكبيرة من الأغراض التي ترافق دفن الملك.
سُرقت المقبرة مرتين بعد بنائها بفترة وجيزة. أصلحها المسؤولون وأعادوا إغلاقها، وملء ممر الدخول برقائق من الحجر الجيري لمنع المزيد من التطفل. خلال عهد رمسيس الخامس ورمسيس السادس، بعد حوالي قرنين من وفاة توت عنخ آمون، غُطيت مقبرته بأنقاض من بناء مقبرتهم (مقبرة 9 وتعرف عالميا باسم KV9). وهكذا كانت مقبرة توت عنخ آمون مخفية عن موجات السرقة اللاحقة، واحتفظت، على عكس المقابر الأخرى في الوادي، بمعظم الأغراض التي كانت مخزنة فيها.

### استكشاف وادي الملوك
في أوائل القرن العشرين، كانت مصر مستعمرة بريطانية بحكم الواقع، يحكمها ظاهريًا ملوك من سلالة محمد علي لكن في الواقع يديرها قنصل عام بريطاني، كان يشرف على حكومة يتولى المصريون وظائفها لكن يهيمن عليها البريطانيون. كان علم المصريات، دراسة مصر القديمة، يشرف عليه مصلحة الآثار، وهي إدارة تابعة للحكومة المصرية. كانت الحفريات الجديدة في المواقع القديمة تعتمد بشكل كبير على النظام المعروف باسم «التقسيم» أو «تقسيم المكتشفات»: كانت المتاحف أو الجامعين الخاصين للآثار القديمة يمولون حفرية أثرية في مصر مقابل الحصول على حصة من الآثار، عادة نصفها، ويذهب الباقي إلى مصلحة الآثار ومتحفها، المتحف المصري في القاهرة.
كانت العديد من المقابر في وادي الملوك مفتوحة منذ العصور القديمة. اكتُشف عشرات من المقابر الأخرى، التي أُغلقت وأُخفيت مداخلها عمدًا أو التي أصبحت مخفية بسبب الأنقاض الناتجة عن الفيضانات، خلال القرن التاسع عشر. اكتُشفت المومياوات الملكية وبعض الأغراض الجنائزية الفردية في بعض هذه المقابر، لكن لم يُعثر على شيء يقارب مجموعة كاملة من معدات الدفن الملكية.
بدأت فترة من الاكتشافات السريعة في الوادي بعد أن أصبح هوارد كارتر مفتش مصلحة الآثار في صعيد مصر، بما في ذلك وادي الملوك، في عام 1900. جاء كارتر إلى مصر كفنان، يساعد في تسجيل فن المقابر المصرية، ثم تدرب كعالم آثار. بصفته مفتشًا، أعاد كارتر ترميم وحماية المقابر المفتوحة في الوادي وسعى إلى حفر المقابر غير المكتشفة. في البحث عن راعٍ لتمويل هذه الجهود، وجد ثيودور م. ديفيس، أمريكي ثري كان يزور مصر بانتظام. بدعم من ديفيس، قام كارتر بالعديد من الاكتشافات الصغيرة ومشّط ثلاث مقابر غير مستكشفة سابقًا. بعد أن نقلت مصلحة الآثار كارتر إلى شمال مصر في عام 1904، احتفظ ديفيس بالامتياز للحفر في الوادي لمدة عشر سنوات أخرى، وأدار جهوده سلسلة من خمسة علماء آثار. ضغط ديفيس على هؤلاء المنقبين للعمل بسرعة، مما أدى إلى مضاعفة عدد المقابر المعروفة في الوادي تقريبًا، لكن اكتشافاته كانت غالبًا ما تُعامل بلا مبالاة ولم توثق بشكل كافٍ. كانت مقبرة 9 (تعرف عالميا باسم KV9)، مقبرة لأحد أفراد العائلة المالكة من زمن توت عنخ آمون، سيئة للغاية لدرجة أن هوية شاغلها ظلت غير مؤكدة منذ ذلك الحين.
كان القليل معروفًا عن توت عنخ آمون في زمن ديفيس، على الرغم من أنه كان معروفًا بأنه أعاد الممارسات التقليدية في الملكية بعد فترة قصيرة من الابتكار الجذري المعروفة بفترة العمارنة. لذا كان من المحتمل أنه دُفن في وادي الملوك، الموقع التقليدي للدفن الملكي قبل وبعد فترة العمارنة. لم يجد ديفيس مقبرة توت عنخ آمون أبدًا، معتقدًا أنه لا يمكن أن تكون هناك مقبرة محفورة في أرضية الوادي، لكنه وجد علامات تشير إلى أن الملك قد دُفن في الوادي. إحدى هذه العلامات كانت حفرة مقبرة 54، اكتشفت في عام 1907 تحتوي على عدد قليل من الأغراض التي تحمل اسم توت عنخ آمون. يُعتقد الآن أن هذه الأغراض كانت إما أغراض دفن كانت مخزنة في ممر الدخول لمقبرة توت عنخ آمون، والتي أُزيلت وأعيد دفنها في مقبرة 54 عندما ملأ المرممون الممر، أو أغراض تتعلق بجنازة توت عنخ آمون. والعلامة الأخرى مقبرة غير مكتوبة، وجدت في عام 1909 ومعروفة باسم مقبرة 58، تحتوي على قطع من عتاد العربة تحمل اسم توت عنخ آمون واسم خليفته آي. خلص ديفيس إلى أن مقبرة 58 كانت كل ما تبقى من دفن توت عنخ آمون. لم تنتج السنوات الأخيرة من عمل ديفيس في الوادي تقريبًا أي اكتشافات، وفي عام 1912 كتب: «أخشى أن وادي المقابر قد استُنفد الآن».